# East Fishkill
East Fishkill è un comune degli Stati Uniti d'America, situato nello Stato di New York, nella contea di Dutchess.